# Kryptopterus platypogon
Kryptopterus platypogon es una especie de peces de la familia Siluridae en el orden de los Siluriformes.

## Morfología
• Los machos pueden llegar alcanzar los 17,6 cm de longitud ltotal.

## Distribución geográfica
Se encuentra en Borneo.